# Stará Voda (Karlovy Vary)
Stará Voda (in tedesco Altwasser) è un comune della Repubblica Ceca facente parte del distretto di Cheb, nella regione di Karlovy Vary.

## Geografia fisica
I comuni limitrofi sono Horní Žandov e Dolní Žandov ad ovest, Město Kynžvart, Úbočí, Podlesí, Smrkovec e Dolní Žitná a nord, Lázně Kynžvart ad est e Jedlová, Velké Krásné, Malé Krásné, Háj, Tři Sekery u Tachova, Tři Sekery u Kynžvartu, Tři Sekery, Tachovská Huť e Plánská Huť a sud.

## Storia
La prima menzione scritta del paese risale al 1308.

## Monumenti
- Cappella di S.Anna (Kaple svaté Anny)[4]
- Cappella di nicchia sulla strada per Cheb, la quale si trova in uno stato di totale degrado

## Geografia antropica

### Frazioni
- Stará Voda
- Sekerské Chalupy
- Vysoká